# Rašanac
Rašanac (en serbe cyrillique : Рашанац) est un village de Serbie situé dans la municipalité de Petrovac na Mlavi, district de Braničevo. Au recensement de 2011, il comptait 658 habitants.
Rašanac est situé sur les bords de la Mlava, un affluent du Danube.

## Démographie

### Évolution historique de la population
| 1948  | 1953  | 1961  | 1971  | 1981  | 1991  | 2002 | 2011 |
| ----- | ----- | ----- | ----- | ----- | ----- | ---- | ---- |
| 1 616 | 1 600 | 1 688 | 1 518 | 1 437 | 1 264 | 815  | 658  |

|  |